# 兰屿山矾
兰屿山矾（学名：Symplocos cochinchinensis var. philippinensis）为山矾科山矾属下的一个变种。

## 扩展阅读
- 維基物種上的相關：兰屿山矾